# Ardisia picardae
Ardisia picardae är en viveväxtart som beskrevs av Ignatz Urban och Carl Christian Mez. Ardisia picardae ingår i släktet Ardisia och familjen viveväxter. Inga underarter finns listade i Catalogue of Life.